# Nicholas Hoag
Nicholas Hoag (Sherbrooke, 19 maggio 1992) è un pallavolista canadese, schiacciatore dell'Arkas.

## Biografia
È figlio dell'allenatore ed ex pallavolista Glenn e della ex pallavolista Donna Kastelic. Ha un fratello maggiore, Christopher, anch'esso pallavolista.

## Carriera

### Club
La formazione pallavolistica di Nicholas Hoag avviene nella squadra universitaria del Cégep de Sherbrooke, un istituto pre-universitario della provincia canadese del Québec, con diverse convocazioni nelle selezioni giovanili della nazionale. Nell'annata 2013-14 si trasferisce nel massimo campionato francese, tesserato dal Tours, con cui ottiene la vittoria di due scudetti, due Coppe di Francia ed una Supercoppa francese.
Nel campionato 2015-16 passa al Paris, sempre in Ligue A, con cui si aggiudica il suo terzo scudetto consecutivo. Nel campionato seguente viene ingaggiato dalla Powervolley Milano, nella Serie A1 italiana. Nella stagione 2017-18 è ancora nella massima divisione italiana, ma con la Trentino. In quella successiva si trasferisce inizialmente in Polonia per disputare la Polska Liga Siatkówki con la maglia dello Stocznia Szczecin; già a fine novembre, tuttavia, a seguito delle sopravvenute difficoltà economiche della formazione polacca, rescinde il contratto con la società e torna nella Serie A1 italiana, proseguendo la stagione 2018-19 nelle file della Sir Safety Perugia, vincendo la Coppa Italia 2018-19.
Per il campionato 2019-20 si accasa all'Asseco Resovia, in Polska Liga Siatkówki, mentre in quello seguente è di scena nell'Efeler Ligi turca con la maglia del Fenerbahçe, con cui si aggiudica la Supercoppa turca. Nell'annata 2021-22 gioca sempre nella massima divisione turca, ma difendendo i colori dell'Arkas, club allenato dal padre.

### Nazionale
Con la nazionale Under-21 ottiene la medaglia d'argento e viene nominato MVP al campionato nordamericano Under-21 2010, vincendo in seguito un altro argento alla Coppa panamericana Under-21 2011, dove viene premiato come miglior attaccante. Prende inoltre parte all'Universiade di Kazan' 2013, che la rappresentativa del Canada chiude al quinto posto.
Con la nazionale maggiore, nel 2015, vince la medaglia d'oro alla NORCECA Champions Cup, quella di bronzo ai XVII Giochi panamericani e un altro oro al campionato nordamericano 2015, torneo nel quale viene premiato come MVP e miglior servizio. In seguito conquista due medaglie di bronzo, prima alla World League 2017 e poi al campionato nordamericano 2017, bissando quest'ultima nel 2019, mentre nel 2023 conquista la medaglia d'argento al campionato nordamericano.

## Palmarès

### Club
- Campionato francese: 3

2013-14, 2014-15, 2015-16
- Coppa di Francia: 2

2013-14, 2014-15
- Coppa Italia: 1

2018-19
- Supercoppa francese: 1

2014
- Supercoppa turca: 1

2020

### Nazionale (competizioni minori)
- Campionato nordamericano Under-21 2010
- Coppa panamericana Under-21 2011
- NORCECA Champions Cup 2015
- Giochi panamericani 2015

### Premi individuali
- 2010 - Campionato nordamericano Under-21: MVP
- 2011 - Coppa panamericana Under-21: Miglior attaccante
- 2015 - Campionato nordamericano: MVP
- 2015 - Campionato nordamericano: Miglior servizio